# おひつじ座AV星
おひつじ座15番星（おひつじざ15ばんせい、15 Arietis、15 Ari）またはおひつじ座AV星は、おひつじ座の脈動変光星。

## 特徴
おひつじ座15番星は、SRS型に分類される半規則型変光星である。SRSという変光星分類は、2001年に発行された変光星総合カタログの第76次変光星名一覧で、半規則型変光星の新たな細分類として加わった型で、変光周期が数日から1ヶ月程度と短い赤色巨星が分類される。変光周期は一通りではなく、変光幅は概ね0.3等未満とされる。おひつじ座15番星は、それと当時に正式な変光星として登録された。スペクトル型は、M3 IIIに分類される赤色巨星である。おひつじ座15番星は、ヒッパルコス衛星の観測データから変光星であることが判明し、光度曲線から得た変光周期は5.03日で、変光星総合カタログにもそう記載されている。しかし、その後南アフリカ天文台での追観測から、光度曲線に基づく変光周期は13日ではないかとされ、更に詳しい周期解析によって、周期は18.1日と21.9日で共に0.03等程度の振幅であるとみられるようになった。

## 名称
「おひつじ座AV星」という名称は、変光星の命名規則に従って付与されたもので、おひつじ座で75番目の変光星であることを意味する。